# Pedro Gómez Barroso il Giovane
Pedro Gómez Barroso, detto "il Giovane" (Toledo, 1322/1325 – Avignone, 2 giugno o 3 luglio 1374), è stato un cardinale e arcivescovo cattolico spagnolo.

## Biografia
Nacque a Toledo, probabilmente fra il 1322 ed il 1325.
Papa Gregorio XI lo elevò al rango di cardinale nel concistoro del 30 maggio 1371.
Morì il 2 giugno o 3 luglio 1374 ad Avignone.